# Japón en la Copa América 2011
La selección de Japón iba a ser uno de los 12 equipos participantes en la Copa América 2011, torneo a realizarse entre el 1 y el 24 de julio de 2011 en Argentina. 
Esta iba a ser su segunda participación en la Copa América, luego de haber quedado último en la edición de 1999. Junto a México, sería anteriormente uno de los dos equipos participantes en calidad de invitados. Asimismo, sería antes de su retiro el único participante no americano.
En el sorteo realizado el 11 de noviembre en La Plata la selección nipona quedó emparejada en el Grupo A junto al local Argentina, Bolivia y Colombia, este último con quien debutaría con el fixture actual.

## Preparación
Luego de la Copa Mundial de Fútbol de 2010, en la cual alcanzaron los octavos de final, la selección japonesa se dispuso a jugar amistosos previos a la Copa Asiática 2011, realizada en Catar. Resultaron campeones del torneo, lográndola por cuarta ocasión, liderando el palmarés de la copa.
Luego del terremoto y tsunami de marzo de 2011, la selección japonesa jugó un partido de caridad a las víctimas contra las estrellas de la J. League. El 3 de abril, la Asociación Japonesa de Fútbol anunció su posible retirada de la Copa América a la Confederación Sudamericana de Fútbol. Se consideraron como posibles reemplazantes a Costa Rica, Honduras, Canadá, Estados Unidos y España.
Como respuesta, la Asociación del Fútbol Argentino le dio a Japón diez días para definir su participación, pero el 14 de abril la Asociación Japonesa de Fútbol reconfirmó su participación en el torneo. El lunes 16 de mayo decidió no participar porque los jugadores que juegan en Europa los clubes no tenían la obligación de cederlos.

## Participación
- Los horarios corresponden a la hora de Argentina (UTC-3)

Los puntos que están en la tabla son los que sumarían sin el partido con Costa Rica
| Equipo    | Pts | PJ | PG | PE | PP | GF | GC | Dif |
| --------- | --- | -- | -- | -- | -- | -- | -- | --- |
| Colombia  | 4   | 2  | 1  | 1  | 0  | 2  | 0  | 2   |
| Argentina | 2   | 2  | 0  | 2  | 0  | 1  | 1  | 0   |
| Bolivia   | 1   | 2  | 0  | 1  | 1  | 1  | 3  | -2  |
| Japón     | 0   | 0  | 0  | 0  | 0  | 0  | 0  | 0   |

## Partidos
| 2 de julio de 2011, 15:30 | Colombia                        | 2-1 | Japón          | Estadio 23 de Agosto, San Salvador de Jujuy               |                                                           |
|                           | 23' - Falcao 34' Martinez - 44' |     | 11' - Nakamura | Asistencia: 345,0000 espectadores Árbitro(s): Mateu Lahoz | Asistencia: 345,0000 espectadores Árbitro(s): Mateu Lahoz |

| 7 de julio de 2011, 19:15 | Bolivia | vs. | Japón | Estadio 23 de Agosto, San Salvador de Jujuy |  |

| 11 de julio de 2011, 21:45 | Argentina | vs. | Japón | Estadio Mario Alberto Kempes, Córdoba |  |